# 渡辺豊博
渡辺 豊博（わたなべ とよひろ、1950年 - ）は、身長183センチ、体重100キロ超、ニックネームは「ジャンボさん」）。「水の都・三島」の水辺自然環境を劇的に再生し、富士山頂にはし尿問題解決のためのバイオトイレを最初に設置した日本の環境活動家。現在、都留文科大学特任教授、グラウンドワーク三島専務理事・事務局長。

## 略歴
1950年秋田県生まれ。静岡県立沼津東高等学校卒業。東京農工大学農学部農業生産工学科卒業。1973年、静岡県庁に入る。農業基盤整備事業の計画実施に携わり、1988年地域総参加による源兵衛川親水公園事業の企画を担当。静岡県企画部企画総室技監・(財)静岡総合研究機構研究室長（派遣）、生活・文化部ＮＰＯ推進室長、エネルギー対策室長、農地森林部農地計画課主幹を歴任。
2007年9月に東京農工大大学院連合農学研究科で博士（農学）号を取得。2008年4月より2016年3月まで都留文科大学文学部社会学科環境・コミュニティ創造専攻教授。日本で最初の「富士山学」や市民活動論、地域環境計画論、地域環境計画ゼミなどを開講。環境カウンセラー（市民部門）。
この間、農業土木学会「農業土木学会研鑽賞」や「優秀賞」（共に２回受賞）、農業土木学会・学会賞「環境賞」・「著作賞」（清流の街がよみがえった）、農村計画学会30周年記念事業「農村計画優良事例顕彰」を受賞。
市民・ＮＰＯ・行政・企業がパートナーシップを組む、英国発祥の「グラウンドワーク（環境改善活動）」を、故郷・三島市で日本で最初に始める。三島ゆうすい会、三島ホタルの会、グラウンドワーク三島、(財)日本グラウンドワーク協会（県から派遣）、富士山クラブ、富士山エコネット、富士山測候所を活用する会などの専務理事・事務局長を歴任。
静岡大学・早稲田大学客員教授・サイバー大学・静岡県立大学大学院・宇都宮大学・富士常葉大学・東海大学・立教大学非常勤講師。富士河口湖観光協会環境調整アドバイザーなどを歴任。
かつて、ＮＰＯ法人富士山クラブの事務局長を担い、富士山の世界遺産登録を目指して、先駆的な市民活動を仕掛け、先導するとともに、「世界の富士（マウントレーニア・トンガリロ国立公園等）」との「姉妹山」提携など、グローバルな視点に立った環境ＮＰＯの活動に挑戦している。
さらに、全国各地のグラウンドワーク実践地域との広域的なネットワークづくりや実践者を育成するグラウンドワーク全国研修センターの企画運営等、グラウンドワーク三島の実践事例を機軸にしたパートナーシップによる新たなる市民運動の手法を、多様な市民活動の実践者として国内外に情報発信（講演会活動・テレビやラジオなどに出演・各地の高校での出前講座の開講等）して、ＮＰＯが創る、「地域協働」の仕組みづくりと市民総意のまちづくりの実現に取り組んでいる。
海外との交流も活発に推進し、英国の英国グラウンドワーク連合体やオールダム・ロッチデールグラウンドワークトラストとはパートナーシップ合意を締結。韓国の韓国ナショナル・トラストとはバイカモ交流や江華島の名誉広報大使に就任、アメリカ・マウントレーニア国立公園には環境バイオトイレを設置、ニュージーランド・トンガリロ国立公園とは世界遺産交流、ネパールとはバイオトイレ設置や水辺環境改善計画の指導など、台湾、カンボジアを含め国際的な範囲で活躍。

## 主著
- 『清流の街がよみがえった―地域力を結集 グラウンドワーク三島の挑戦』　中央法規出版　2005
- 『三島のジャンボさん―ミスター・グラウンドワーク』　春風社　2010
- 『富士山学への招待―NPOが富士山と地域を救う』　春風社　2010
- 『英国発グラウンドワーク―「新しい公共」を実現するために』　春風社　2010
- 『共助社会の戦士たち―NPO・社会的企業　成功への処方箋』　静岡新聞社　2012
- 『失敗しないNPO ―グラウンドワーク三島とイギリスに学ぶ』　春風社　2013
- 『富士山の光と影―傷だらけの山・富士山を、日本人は救えるのか!?』　清流出版　2014
- 『先生、NPOって儲かりますか?―若者たちが地元で賢く生きる方法』　春風社　2016